# Versteria mustelae
Versteria mustelae (Gmelin, 1790) je tasemnice nově vytvořeného rodu Versteria parazitující ve střevech lasicovitých šelem. Mezihostitelem jsou volně žijící hlodavci, např. hraboš mokřadní či hryzec vodní. Druh se vyskytuje v Evropě, Asii a Severní Americe. Vzhledem k tomu, že byl zdokumentován atypický případ infekce u orangutana v jedné zoo v Severní Americe, spekuluje se, zda by druh nemohl mít zoonotický potenciál podobně jako E. multilocularis.

## Synonyma
- Taenia mustelae